# BaseSon
BaseSon（ベースソン）は、株式会社ネクストンのアダルトゲームブランド。

## 略歴
2002年、同じネクストンのブランドTacticsの作品『ONE 〜輝く季節へ〜』の姉妹作『ONE2 〜永遠の約束〜』にてデビュー。2007年の第5作『恋姫†無双 〜ドキッ☆乙女だらけの三国志演義〜』は2006年度の日本美少女ゲーム広告賞に選出され、テレビアニメ化もされた。
2007年には女性向けボーイズラブゲームを制作する姉妹ブランド「BaseSon SPICE*（ベースソン スパイス）」も創設。同年12月21日に第1作『新婚さん 〜Sweet Sweet honeymoon〜』が発売された。
現在のところ、BaseSon/BaseSon SPICE*いずれの作品も片桐雛太が原画を担当しており、それぞれの公式ウェブサイト上では『週刊雛太屋』『雛太屋 【男祭り編】』という日記が連載されている。

## 作品一覧

### BaseSon
- ONE2 〜永遠の約束〜（2002年4月26日） 
  - ONE2 〜永遠の約束〜 with VOICE（2003年4月25日・音声のみでなく原画・シナリオも追加されている）
- 屍姫と羊と嗤う月（2003年8月29日）
- 夕緋ノ向コウ側（2004年10月1日）
- 春恋*乙女 〜乙女の園でごきげんよう。〜（2006年1月27日）
- 恋姫シリーズ
  - 恋姫†無双シリーズ
    - 恋姫†無双 〜ドキッ☆乙女だらけの三国志演義〜（2007年1月26日）
    - 真・恋姫†無双 〜乙女繚乱☆三国志演義〜（2008年12月26日）
    - 真・恋姫†無双 〜萌将伝〜（2010年7月23日）

  - 真・恋姫†英雄譚シリーズ
    - 真・恋姫†英雄譚1 〜乙女艶乱☆三国志演義［蜀］〜（2015年4月24日）(FANZA専売ダウンロード)
    - 真・恋姫†英雄譚2 〜乙女艶乱☆三国志演義［魏］〜（2015年8月28日）(FANZA専売ダウンロード)
    - 真・恋姫†英雄譚3 〜乙女艶乱☆三国志演義［呉］〜（2015年10月30日）(FANZA専売ダウンロード)
    - 真・恋姫†英雄譚123+PLUS 〜乙女艶乱☆三国志演義〜（2016年7月29日）
    - 真・恋姫†英雄譚4 〜乙女耀乱☆三国志演義［呉］〜	（2022年7月29日）
    - 真・恋姫†英雄譚5 〜乙女耀乱☆三国志演義［魏］〜	（2023年3月31日）
    - 真・恋姫†英雄譚外伝 －白月の灯火－（2023年12月22日）[1]
    - 真・恋姫†英雄譚PLUS弐 〜乙女後日談〜(2024年10月25日)

  - 真・恋姫†夢想-革命-シリーズ
    - 真・恋姫†夢想-革命- 蒼天の覇王（2017年7月28日）
    - 真・恋姫†夢想-革命- 孫呉の血脈（2018年7月27日）
    - 真・恋姫†夢想-革命- 劉旗の大望（2019年7月26日）

  - 戦国†恋姫シリーズ
    - 戦国†恋姫〜乙女絢爛☆戦国絵巻〜（2013年12月20日）
    - 戦国†恋姫X〜乙女絢爛☆戦国絵巻〜（2016年4月28日）
    - 戦国†恋姫EX壱〜奥州の独眼竜編〜（2022年3月25日）
    - 戦国†恋姫EX弐〜鬼の国、越前編〜（2022年11月25日）
    - 戦国†恋姫EX参 ～毛利家の絆編～（2023年7月28日）
    - 戦国†恋姫EX+PLUS ～癒し処、剣丞編～（2024年4月26日）
    - 戦国†恋姫BRAVE壱 ～四国の鬼若子、長曾我部編～（2024年8月30日）

  - 桃色シリーズ
    - 桃色†戦国［久遠編］（2023年4月28日）[2]
    - 桃色†戦国［光璃編］（2023年5月26日）[2]
    - 桃色†戦国［美空編］（2023年6月30日）[2]
    - 桃色†恋姫 ～雪蓮編～(2024年2月22日)

  - 双天†恋姫 -至源の王-（2024年9月27日）
- あっぱれ!天下御免（2011年12月22日）
  - あっぱれ!天下御免［祭］（2012年12月21日）

### BaseSon SPICE*
- 新婚さん 〜Sweet Sweet honeymoon〜（2007年12月21日）

### BaseSon Light
- 少女猟奇譚 獣の告白（2014年12月12日）
- きみはね 彼女と彼女の恋する1ヶ月（2015年1月23日）
- きみはね Couples ～彼女と彼女の恋する二ヶ月ちょっと～（2019年1月25日）